# Pearl River
|  | For Jakob Bros album, se Pearl River (album) |
Pearl River er en flod der løber i det sydlige USA. Den løber mod syd gennem Mississippi. Den har udløb i Lake Borgne som er en sø som ligger lidt øst for New Orleans, og derfra til Mexicanske Golf. Floden danner også grænsen mellem delstaterne Mississippi og Louisiana, og den er cirka 781 kilometer lang. Flodsystemet er opdæmmet ovenfor delstatshovedstaden Jackson i Mississippi. Pearl Rivers totale afvandingsområde er på 22.990 km².